# Mondo novo
Mondo novo è uno degli affreschi eseguiti da Giandomenico Tiepolo per la foresteria della Villa Valmarana "Ai Nani" di Vicenza. Si trova trova nella Sala del Carnevale.
L'opera risale al 1757. Diversi anni dopo l'artista riprenderà il medesimo soggetto eseguendo Il mondo novo, uno degli affreschi nella casa di sua proprietà a Zianigo (Villa Tiepolo), conservato dal 1935 a Venezia nel museo del Settecento Ca' Rezzonico.